# Parque des Grès
El parque des Grès (Square des Grès en francés) es un parque del XX Distrito de París. 

## Descripción
Creado en 1983, el parque se extiende sobre 1930 m². Lleva el nombre de una cantera de piedras areniscas, en francés grés. Este sitio perteneció a la antigua comuna de Charonne y era el lugar donde se ejercía la justicia por sus gobernantes, los señores de Charonne. No era el lugar de las ejecuciones, sino el sitio donde se dictaba sentencia. Al norte de la ciudad, en la actual calle de la Justicia, eran llevados los condenados para morir por ahorcamiento o decapitación.
El parque está distribuido en diferentes terrazas, ocupadas por árboles de diferentes especies, entre ellos: Tulipifero de Virginia, fresnos, manzanos, castaños y cerezos (Prunus maackii, una modalidad de cerezo descrita en Manchuria en 1910 reconocible gracias a su brillante corteza de color amarillo-marrón).
Dispone de un pequeño estanque rodeado de pérgolas con arbustos trepadores de diferentes especies (clematites, madreselva y otras).

## Situación
El acceso al parque se realiza por un callejón sin salida desde la rue Vitruve. Rodeado por la parroquia de Saint Blaise, se haya rodeado de pequeñas casas llenas de encanto.
Es una zona cerrada sobre sí misma y el parque le da una inesperada amplitud y luminosidad.
Se localiza en las coordenadas: 48°51′34″N 2°24′22″E / 48.85944, 2.40611
 -  Línea 9 - Porte de Montreuil